# Schröderjevo število
Schröderjeva števila so v matematiki členi zaporedja naravnih števil določeni z rekurenčno enačbo:
{\displaystyle S_{0}=1\qquad {\mbox{ in }}\qquad S_{n}=S_{n-1}+\sum _{i=0}^{n-1}S_{i}S_{n-1-i}\quad {\mbox{ za }}n\geq 1\;.}
Schröderjeva števila predstavljajo število poti na mreži (n + 1) × (n + 1) v kartezični ravnini, ki potekajo od izhodišča (0,0) do točke (n,n) in ne vsebujejo nobene točke nad premico y = x. Poleg tega so na teh poteh, ki jim včasih pravijo tudi kraljevske poti, dovoljeni le koraki desno (1,0), gor (0,1) in desno diagonalno (1,1). 
- 2 × 2, S1 = 2

- 3 × 3, S2 = 6

- 4 × 4, S3 = 22

Prva Schröderjeva števila za n ≥ 0 so (OEIS A006318):
1, 2, 6, 22, 90, 394, 1806, 8558, 41586, 206098, 1037718, ...
Po Richardu Stanleyju, profesorju uporabne matematike na Tehnološkem inštitutu Massachusettsa (MIT), naj bi Hiparh verjetno poznal enajsto Schröderjevo število S10 = 1037718, ni pa popolnoma jasno kako je prišel do njega.
Števila se imenujejo po nemškem matematiku Ernestu Schröderju.